# Plágio

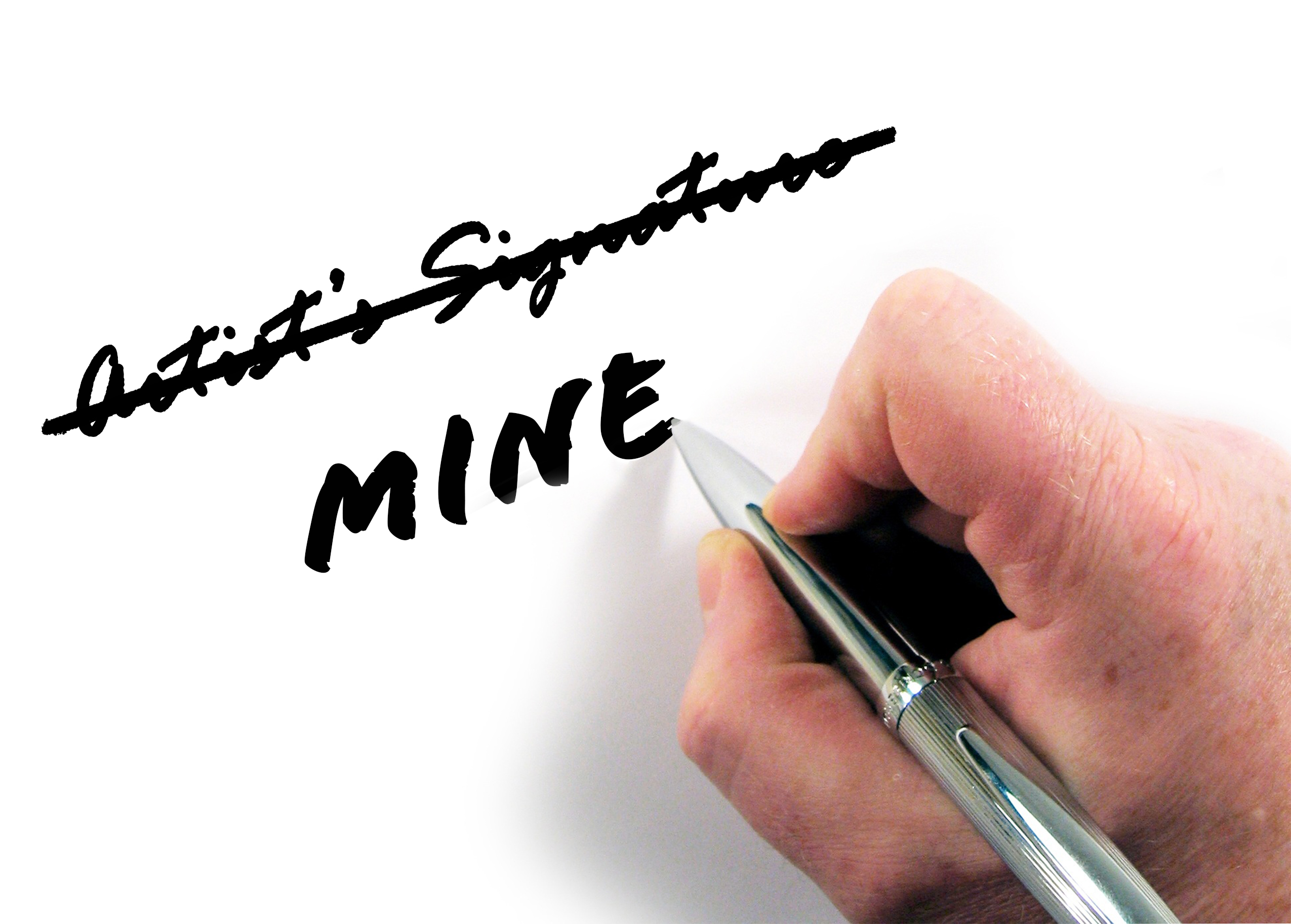
Imagem ilustrativa mostrando o plágio na prática

Plágio consiste  na prática de apresentar como sua uma obra intelectual (como, por exemplo, um texto literário, uma música, uma pintura, uma fotografia ou um filme) que foi criada por outra pessoa. Isso pode ocorrer quando alguém copia essa obra, total ou parcialmente, sem a devida permissão do autor ou sem dar o crédito adequado. Essa ação constitui uma violação dos direitos autorais, especialmente dos direitos morais do autor, já que envolve a usurpação da autoria. Resumidamente, plágio é quando alguém se apropria, de forma indevida, da criação intelectual de outra pessoa, reivindicando-a como sua.

## Etimologia
O termo plágio tem origem no latim "plagium", que significa "rapto" ou "sequestro". Esta palavra derivava de "plagiarius", usada na Roma antiga para descrever alguém que vendia ou sequestrava escravos de forma ilegal. Com o tempo, o termo evoluiu para referir-se ao ato de "sequestrar" a autoria de uma obra, apropriando-se indevidamente das ideias ou criações de outra pessoa sem dar o devido crédito.
No campo dos direitos autorais, é importante distinguir os termos plágio e pirataria, que consiste na "prática de fixar, reproduzir ou transmitir, sem prévia autorização, obras protegidas por direitos autorais através de qualquer meio viável de distribuição pública".
Plágio  também não é a mesma coisa que paródia. Na paródia, há uma intenção clara de homenagem, crítica ou de sátira, não havendo a intenção de enganar o leitor ou o espectador quanto à identidade do autor da obra.

## Tipologia do Plágio
Pode-se considerar o plágio uma fraude autoral, por caracterizar-se pela apropriação indevida de obra alheia que esteja sob a proteção de propriedade intelectual. Paranaguá e Branco (2009) explicam que a propriedade intelectual é dividida no ramo dos direitos autorais (regidos pela Lei 9.610/98) e da propriedade industrial (regida pela Lei 9.279/96). Os objetos protegidos por estas duas leis variam desde textos, imagens até marcas e patentes. A apropriação e/ou a reprodução indevida de tais obras podem caracterizar plágio, como vez ou outra aparecem casos na mídia sobre plágio de músicas, livros, marcas, produtos, entre outros.
Sendo assim, apresentar uma tipologia do plágio é complexo. Entretanto, considerando o assunto do ponto de vista da propriedade intelectual, no campo especificamente acadêmico e educacional, Krokoscz (2012; 2021) compilou uma tipologia a partir do que é convencionado por organismos internacionais como o The Council of Science Editors (CSE) e o Committee On Publication Ethics (COPE), pelas instituições de ensino do mundo inteiro, pelas agências de financiamento e apoio à pesquisa no Brasil e pela literatura especializada no plágio acadêmico. De acordo com o autor, o plágio pode se apresentar das seguintes formas: 
1. Plágio direto ou Plágio integral - reprodução literal de um texto sem a atribuição correta da fonte por meio de citação e referência.
2. Plágio indireto ou plágio de paráfrase - reprodução do mesmo conteúdo ou ideias contidas numa obra, com outras palavras, mas sem identificação da fonte (citação e referência). 
3. Plágio mosaico ou plágio pastiche - reprodução de fragmentos de vários textos diferentes colocados justapostos em um outro texto como se fosse novo, sem atribuição das fontes utilizadas.                                                                                         4. Plágio consentido ou plágio conluio - textos apresentados como autorais, mas que foram produzidos por outras pessoas que são desconhecidas porque venderam ou cederam o texto produzido e não querem ou não podem ter a autoria moral reconhecida.                                                                                                                                                                                     5. Plágio de chavões - reprodução ou apropriação de expressões como conceitos ou definições criadas por outras pessoas. 6. Plágio de fontes - reprodução de textos citados por outros autores sem que a fonte original tenha sido consultada, embora seja esta citada e referenciada, quando deveria ter sido feita uma citação da citação.
7. Autoplágio - reprodução literal de um texto prévio do próprio autor com finalidade diferente sem o devido reconhecimento da publicação anterior.
De forma similar Wachowicz e Costa também apresentam uma tipologia quanto ao plágio, cabendo acrescentar às anteriores: 
1. Plágio total, integral ou direto: como a própria nomenclatura esclarece, trata-se da usurpação por inteiro, palavra por palavra, da obra, sem menção à autoria original [4].
2. Plágio parcial: a obra apresentada consiste num mosaico de diferentes partes extraídas de obras de terceiros, sem que se faça referência aos legítimos autores[4].
3. Plágio às avessas: prática que nasce com a utilização massiva das redes sociais e diz respeito ao ato de retirar da obra a autoria do seu verdadeiro e atribuí-la a um terceiro que detenha maior prestígio em determinada área do conhecimento[4].
4. Plágio invertido: também é um prática recorrente a partir do uso da internet e ocorre quando o autor retira o seu próprio nome da obra e a atribui a um terceiro que detenha maior reconhecimento, buscando maior alcance e repercussão[4].
5. Plágio por encomenda: no mundo editorial o plágio por encomenda envolve a presença de um ghostwriter, que é um escritor que consente com a usurpação da sua autoria. Assim, essa situação ocorre, por exemplo, quando uma celebridade resolve retratar a sua história em uma obra, mas contrata um escritor para escrevê-la, com a condição de que não lhe será atribuído qualquer crédito. É uma prática comum nos países de origem anglo saxônica, mas não possui a mesma validade jurídica nos países da Europa continental e latino-americanos, uma vez que nesses países se tem o reconhecimento dos direitos morais de autor.

## Exemplo de plágio
Um caso considerado clássico de plágio acadêmico se deu com a obra de 1930 "La Vie des Fourmis" (A Vida das Formigas) de Maurice Maeterlinck, livro no qual o autor belga fora acusado de copiar a obra The Soul of the White Ant do naturalista e escritor sul-africano Eugène Marais, publicada originalmente em revistas ao longo dos primeiros anos da década de 1920.

## Plágio e Educação
Embora o problema não seja novo, a revolução que a Internet proporcionou nas atividades de busca e no acesso à informação acabaram aumentando o plágio no campo educacional. Os alunos são convidados a executar e entregar exercícios, testes ou soluções para problemas e todas as informações estão a apenas alguns cliques de distância. Além das facilidades propiciadas pelo meio digital, o plágio educacional é impulsionado pela limitação do tempo, a carga excessiva de trabalhos e a dificuldade das tarefas propostas. A Alemanha é talvez um dos países europeus que, desde o século XVIII, manteve um debate público mais intenso sobre práticas científicas e acadêmicas desonestas, especialmente relacionadas a muitas teses de doutorado. Este debate foi particularmente produtivo no final do século XIX e, desde então, para evitar essas práticas inaceitáveis, tornou-se obrigatório publicar todas as teses de doutorado como pré-requisito para a emissão do diploma de doutorado por qualquer universidade alemã.

## No Brasil, plágio é crime
No Brasil, diferentemente da maioria dos países desenvolvidos, o plágio é definido como sendo um crime, previsto pelo Código Penal Brasileiro, artigo 184, reiterado pela Lei 10.695/2003.   

## Viena, 1931: carta a um plagiário
O que pode fazer o autor quando é vítima de plágio? Erwin Theodor Rosenthal, eminente germanista, ensaísta e tradutor, que, em 2005, foi vítima de um notório caso de plágio da sua tradução de A Origem da Tragédia (publicada em 1948), relata um outro caso, ocorrido em 1931, em Viena, quando o escritor austríaco Egon Friedell (1878 - 1938) escreveu ao seu plagiador, um certo Anton Kuh, uma memorável carta aberta, com o seguinte teor:
Prezado Senhor,
 Foi surpresa verificar que resolveu publicar a minha humilde estória, "O imperador José e a Prostituta", tal como a escrevi, com o acréscimo das três palavras: "Por Anton Kuh" , na publicação Querschnitt. Honra-me sem dúvida o fato de sua escolha ter recaído na minha estorinha, quando toda a literatura mundial desde Homero se encontrava à sua disposição. Teria gostado de retribuir na mesma moeda, mas depois de examinar toda a sua obra, não encontrei nada que tivesse vontade de subscrever. (ass) Egon Friedell.

## Softwares de detecção de plágio

### On-line
- «FDPE». Brasileiro
- «JPlag». Universidade
- «MOSS». Universidade
- Plágio Acadêmico online
- «Plagium»
- «PlagiarismDetection.org»

### Pessoal
- «AC». Universidade
- «CopySpider». Brasileiro
- «Plagius». Brasileiro
- «Plaggie». Universidade
- «Sherlock». Universidade
- «SID». Universidade
- «SIM». Universidade
- «YAP». Universidade